# Tigranakert (Silvan)
Tigranakert (Armeens:Տիգրանակերտ, Latijn: Tigranocerta) — is een oud-Armeense hoofdstad van Groot Armenië, werd gesticht in 77 v.Chr. door de Armeense koning Tigranes II de Grote.